# Calle Hamra
La Calle Hamra (en árabe: شارع حمراء) es una de las principales calles de la ciudad de Beirut, Líbano, y uno de los principales centros económicos y diplomáticos de Beirut. Debido a los numerosos cafés y teatros, la calle Hamra era el centro de la actividad intelectual en Beirut durante los años 1960 y 1970. Antes de 1975, la calle Hamra y el distrito circundante era conocidos por su popularidad, aunque en el período de la posguerra podría decirse que fue eclipsada por la calle Monot en Ashrafieh, la calle Gouraud en Gemmayzeh, la elegante calle Verdun y la zona del centro profusamente reconstruida.